# Igrejas Reformadas na Holanda (1892-2004)
Para outras denominações com o mesmo nome, veja a desambiguação Igrejas Reformadas na Holanda
As Igrejas Reformadas na Holanda (em Holandês: Gereformeerde Kerken in Nederland) formaram uma denominação reformada na Holanda em 1892, quando duas denominações, Doleantie e a maior parte das Igrejas Cristãs Reformadas na Holanda, se uniram. Foi a segunda maior denominação protestante no país desde então. Todavia, em 2004, a denominação se uniu à Igreja Reformada Neerlandesa e Igreja Evangélica Luterana no Reino da Holanda para formar a atual Igreja Protestante na Holanda.

## História

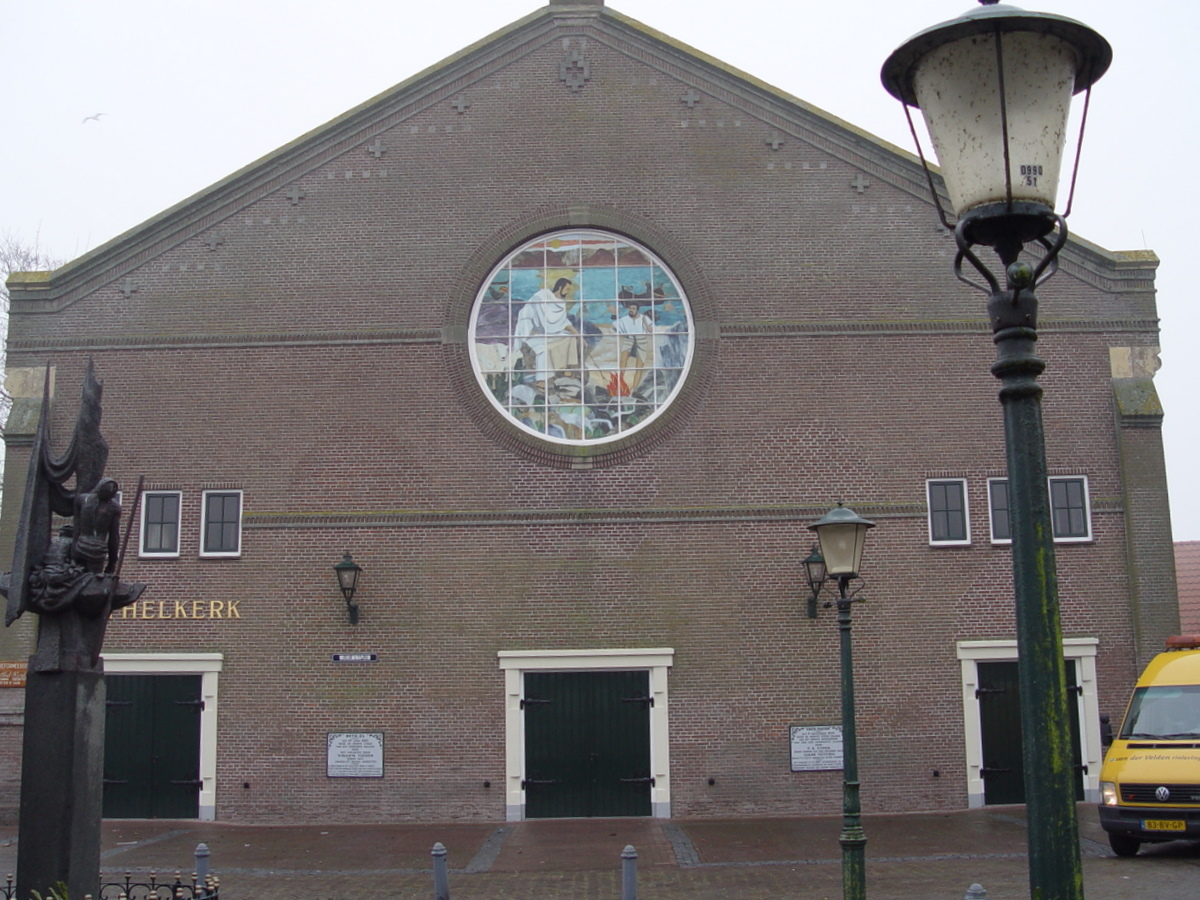
Igreja Betel, em Urk, uma congregação filiada às Igrejas Reformadas na Holanda até 2004 (depois disso filiada à Igreja Protestante na Holanda).

As Igrejas Reformadas na Holanda foram fundadas em 1892 em uma fusão de dois grupos que se separaram da Igreja Reformada Neerlandesa (IRN). O primeiro grupo foi a maior parte das Igrejas Cristãs Reformadas na Holanda (ICRH), uma denominação também formada por outra fusão, em 1869, da Igreja Reformada sob a Cruz e as Congregações Cristãs Separadas, ambas separada da IRN em 1834. O segundo grupo se separou da IRN em 1886 e ficou conhecido em neerlandês como Doleantie.
A partir da fusão das ICRH e do Doleantie, as Igrejas Reformadas na Holanda foram formadas e permaneceram como segunda maior denominação protestante nos Países Baixos durante todo o período de sua existência. 
Em 2004, a denominação se uniu à Igreja Reformada Neerlandesa e Igreja Evangélica Luterana no Reino da Holanda para formar a atual Igreja Protestante na Holanda.